# Jun Wakita
Jun Wakita (脇田 潤?), también conocido por el apodo de Wac, es un compositor de videojuegos musicales de la empresa japonesa Konami, y parte del personal de BEMANI Sound Team. Se involucró en crear canciones principalmente para las series de Beatmania IIDX y Pop'n music.

## Música principal
La lista muestra las canciones que fueron creadas por el mismo autor y también con los artistas que trabajó para su elaboración:

### beatmania IIDX
- 5th style
  - OVER THE CLOUDS (Lala Moore)
  - Regulus (DJ.W) (しし座)
- 6th style
  - Linus (LEGO STUDIO)
- 7th style
  - Spica (D.JW) (おとめ座)
- 8th style
  - murmur twins (yu_tokiwa.djw) (ふたご座)
- 9th style
  - moon_child (少年ラジオ) (かに座)
  - Make A Difference (Lala Moore with CoCoRo*Co)
- 10th style
  - Lucy (ELE BLOCK)
- 11 IIDX RED
  - ピアノ協奏曲第1番“蠍火 (virkato) (さそり座)
- 12 HAPPY SKY
  - garden (青野りえ)
  - Little Little Princess (SHRINE 418)
- 13 DistorteD
  - Ganymede (玄武) (みずがめ座)
- 14 GOLD
  - smile (miru_maki.gjw)
- 15 DJ TROOPERS
  - 少年A (少年ラジオ) - dj TAKAのアルバム「milestone」より
  - oratio (蓑舞衆)
- 16 EMPRESS
  - 卑弥呼 (朱雀 VS 玄武) - DJ YOSHITAKA
  - Time to Empress (家庭用:dj TAKA feat. wac & secret K)
- 17 SIRIUS
  - ワルツ第17番 ト短調"大犬のワルツ (virkato)
- 18 Resort Anthem
  - 旅人リラン (XOGO BRYKK)
  - perditus†paradisus (iconoclasm) - dj TAKA
- 19 Lincle
  - prompt (w×s ft.*spiLa*) - Sota Fujimori
  - DIAVOLO (度胸兄弟) - L.E.D.との合作。フランツ・リスト 「主題と変奏」
- 20 tricoro
  - rumrum triplets (yu_tokiwa.djw)
  - Thor's Hammer (ユニバーサル度胸兄弟)
- 21 SPADA
  - 牧神笛吹きて (楽士ゾディアック) (やぎ座)
- 22 PENDUAL
  - もっと!モット!ときめき feat.松下 (シャイニング度胸兄弟) - L.E.D.との合作。金月真美 「もっと!モット!ときめき」

### Pop'n music
- pop'n music 7
  - カモミール・バスルーム (常盤ゆう)
- pop'n music 10
  - Votum stellarum (iconoclasm)
  - murmur twins (guitar pop ver.) (yu_tokiwa.djw merge scl.gtr) - 同名曲をgood-cool
  - dandelion (sotaro) - pop'n music GBに収録の同名曲
- pop'n music 11
  - 僕の飛行機 (宮永やよい)
  - 怒れる大きな白い馬 (Morning Blue Dragon)
- pop'n music 12 いろは
  - Vairocana (五条式 改)
- pop'n music 13 カーニバル
  - ポップミュージック論 (ギラギラメガネ団)
  - カーニバルの主題による人形のためのいびつな狂想曲 (家庭用:楽士カンタビレオ) - ポップンカーニバルマーチ(TOMOSUKE)
- pop'n music 14 FEVER!
  - hora de verdad (Vandalusia改) - Ryu☆ との合作
  - 踊るフィーバーロボ (ダニエル&eimyと西村宜隆